# زنابير تيفية
زنابير تيفية أو زنابير الزهور أو زنابير التيفيد أو فصيلة تيفييدي (الاسم العلمي: Tiphiidae)، فصيلة دبابير انفرادية كبيرة يرقاتها تتطفل على مختلف الخنافس، خاصًة تلك الموجودة في فصيلة الجعلية.